# Villő Kormos
Gyongyver Villő Kormos (Budapest, 2 agosto 1988) è una tuffatrice ungherese. Ha rappresentato la Ungheria a tre edizioni consecutive dei Giochi olimpici: Pechino 2008, Londra 2012 e Rio de Janeiro 2016.

## Palmarès
- Europei di nuoto

Berlino 2014: bronzo nella piattaforma 10 m sincro.
Rostock 2015: bronzo nella piattaforma 10 m sincro.
Londra 2016: bronzo nella piattaforma 10 m sincro.